# Екстертал
Екстертал (њем. Extertal) општина је у њемачкој савезној држави Северна Рајна-Вестфалија. Једно је од 16 општинских средишта округа Липе. Према процјени из 2010. у општини је живјело 12.391 становника. Посједује регионалну шифру (AGS) 5766028.

## Географски и демографски подаци
Екстертал се налази у савезној држави Северна Рајна-Вестфалија у округу Липе. Општина се налази на надморској висини од 220 метара. Површина општине износи 92,5 km². У самом мјесту је, према процјени из 2010. године, живјело 12.391 становника. Просјечна густина становништва износи 134 становника/km².